# Chuck Baldwin
Charles O. "Chuck" Baldwin (nacido el 3 de mayo de 1952) es pastor bautista independiente fundador de la Iglesia Bautista Crossroad en Pensacola, Florida, y candidato presidencial del Partido de la Constitución en 2008. También fue candidato para vicepresidente por el Partido de la Constitución en 2004.
Como miembro del Partido Republicano, Baldwin fue presidente estatal de la Mayoría Moral de Florida en la década de 1980. Sin embargo, durante la campaña de 2000 para presidente de Estados Unidos del republicano George W. Bush, Baldwin dejó el partido y comenzó un largo período de críticas a Bush. Baldwin respaldó al Representante estadounidense Ron Paul para la nominación republicana de 2008 como presidente, y Paul a su vez respaldó a Baldwin para la presidencia en las elecciones generales de 2008. Ha tenido durante mucho tiempo una crítica hacía el neoconservadurismo, y se identifica como un antisionista, creyendo que el sionismo es la principal amenaza para Estados Unidos. Escribe que los sionistas controlan los medios de comunicación, "la religión cristiana dominante y el gobierno de los Estados Unidos" y que el sionismo es responsable de los males de la sociedad y la cultura estadounidense.
Baldwin dice que sus únicas membresías organizacionales son su iglesia, el Partido de la Constitución, Gun Owners of America y la Asociación Nacional del Rifle.